# Свод морских постановлений
Свод Морских Постановлений (С. М. П.) — военно-морской кодекс Российской империи, издававшийся с 1896 по 1917 годы.

## Подготовка
Подготовка к изданию Свода морских постановлений была начата Морским министерством Российской империи в 1870 году. Кодификационными работами в министерстве заведовал В. В. Розен. В 1876 году был издан «Сборник материалов» с хронологическим указателем всех законодательных актов с 1700 года. Дипломатические акты, касающиеся Морского ведомства, были собраны в книге «Собрание трактатов, конвенций и других дипломатических актов».

## Издание
Свод морских постановлений начал издаваться в 1886 году, после основного издания выходили дополнения вплоть до 1917 года.
Отдельные книги (книги с номерами 11 и 12 не издавались)
Кн. 1 Общее образование управления морским ведомством. — СПб.: 1887. — 160 с.
Кн. 2. Экипажи и команды морского ведомства. — СПб.: 1887. — 95, 8 с.
Кн. 3. Учебные заведения морского ведомства. — СПб.: 1887. — 126 с.
Кн. 4. Врачебные заведения морского ведомства. — СПб.: 1890. — 400 с.
Кн. 5. Технические заведения морского ведомства. — СПб.: 1887. — 95 с.
Кн. 6. Учреждения по гидрографической части. Маяки, спасательные, станции и предостерегательные знаки. — СПб.: 1887. — 46, 3 с.
Кн. 7. Тюремные заведения морского ведомства. — СПб.: 1887. — 76 с.
Кн. 8. Прохождение службы по морскому ведомству. — СПб.: 1887. — 405 с.
Кн. 9. О наградах, пособиях и мерах призрения по морскому ведомств. — СПб.: 1887. — 133 с.
Кн. 10. Морской устав. — СПб.: 1887. — 360 с.
Кн. 13. О довольствии чинов морского ведомства. — СПб.: 1887. — 223 с.
Кн. 14. Хозяйство экипажей и команд на берегу и хозяйство на судах флота. — СПб.: 1887. — 346 с.
Кн. 15. Счетный устав Морского министерства. — СПб.: 1887. — 602 с.
Кн. 16. Военно-морской устав о наказаниях. — СПб.: 1887. — 143 с.
Кн. 17. Военно-морской дисциплинарный устав. — СПб.: 1887. — 80 с.
Кн. 18. Военно-морской судебный устав. — СПб.: 1887. — 326 с.
Дополнения и замены
Продолжение свода морских постановлений : по 31 декабря 1888 г. — СПб.: 1889. — 467 с. — [Статьи к кн. 1-3, 5-10, 13-16. 18.]
Продолжение свода морских постановлений : по 31 декабря 1891 г. — СПб.: 1892. — 1276 с. — [Статьи к кн. 1-10, 13-16, 18.]
Продолжение свода морских постановлений : по 31 декабря 1894 г. — СПб.: 1895. — 1214 с. — [Статьи к кн. 1-10, 13-16, 18.]
Свод морских постановлений. / Изд. 1895 г. — Кн. 17. Военно-морской дисциплинарный устав. — СПб.: 1898. — 107 с.
Продолжение свода морских постановлений : по 31 декабря 1897 г. — СПб.: 1898. — 594 с. — [Статьи к кн. 1, 4-7, 14-16, 18.]
Свод морских постановлений. / Изд. 1898 г. — Кн. 2. Экипажи и команды морского ведомства. — СПб.: 1899. — 153 с.
Свод морских постановлений. / Изд. 1898 г. — Кн. 3. Учебные заведения морского ведомства. — СПб.: 1899. — 155 с.
Свод морских постановлений. / Изд. 1898 г. — Кн. 8. Прохождение службы по морскому ведомству. — СПб.: 1899. — 435 с.
Свод морских постановлений. / Изд. 1898 г. — Кн. 9. О наградах, пособиях и мерах призрения по морскому ведомству. — СПб.: 1899. — 195 с.
Свод морских постановлений. / Изд. 1898 г. — Кн. 13. О довольствии чинов морского ведомства. — СПб.: 1899. — 350 с.
Продолжение свода морских постановлений : по 31 декабря 1900 г. — СПб.: 1901. — 570 с. — [Статьи к кн. 1-4, 6-9, 13-15, 17, 18.]
Свод морских постановлений. / Изд. 1901 г. — Кн. 1. Общее образование управления морским ведомством. — СПб.: 1902. — 173 с.
Свод морских постановлений. / Изд. 1901 г. — Кн. 5. Технические заведения морского ведомства. — СПб.: 1902. — 71 с.
Свод морских постановлений. / Изд. 1901 г. — Кн 10. Морской устав. — СПб.: 1902. — 427 с.
Продолжение свода морских постановлений : по 31 декабря 1900 г. — СПб: 1904. — 807 с. — [Статьи к кн. 1-10, 13-15, 17, 18.]
Продолжение свода морских постановлений : по 31 декабря 1903 г. — СПб: 1907. — 1176 с. — [Статьи к кн. 1-10, 13-15, 17, 18.]
Продолжение свода морских постановлений : по 31 декабря 1909 г. — СПб: 1907. — 421 с. — [Статьи к кн. 4, 6, 7, 10, 14, 15, 17,18.]
Свод морских постановлений. / Изд. 1910 г. — Кн. 2. Состав флота и морские команды. — СПб.: 1910. — 206 с.
Свод морских постановлений. / Изд. 1910 г. — Кн. 3. Учебные заведения морского ведомства. — СПб.: 1910. — 212 с.
Свод морских постановлений. / Изд. 1910 г. — Кн. 5. Технические заведения морского ведомства. — СПб.: 1910. — 92 с.
Свод морских постановлений. / Изд. 1910 г. — Кн. 8. Прохождение службы по морскому ведомству. — СПб.: 1910. — 366 с.
Свод морских постановлений. / Изд. 1910 г. — Кн. 9. О наградах, пособиях и мерах призрения по морскому ведомству. — СПб.: 1910. — 204 с.
Свод морских постановлений. / Изд. 1910 г. — Кн. 13. О довольствии чинов морского ведомства. — СПб.: 1910. — 338 с.
Свод морских постановлений. / Изд. 1912 г. — Кн. 4. Врачебные заведения морского ведомства. — СПб.: 1912. — 383 с.
Продолжение свода морских постановлений : по 31 декабря 1912 г. — СПб.: 1913. — 492 с. — [Статьи к кн. 2-10, 13-15, 17.]
Свод морских постановлений. / Изд. 1913 г. — Кн. 18. Военно-морской судебный устав. — СПб.: 1913. — 196 с.
Свод морских постановлений. / Изд. 1914 г. — Кн 10. Морской устав. — Пг.: 1914. — 275 с.
Свод морских постановлений. / Изд. 1915 г. — :Кн. 16. Военно-морской устав о наказаниях. — Пг.: 1915. — 87 с.
Продолжение книги 1 части 1 свода морских постановлений : по 31 мая 1915 г. — Пг.: 1915. — 207 с.
Продолжение свода морских постановлений : по 31 декабря 1915 г. — Пг.: 1917. — 743 с. — [Статьи к кн. 2-10, 13-16, 18.]

## Структура издания
Создатели Свода планировали издать 18 книг, сгруппированных в пять частей. Из них были изданы 16 книг, книги номер 11 и 12 не издавались ни в первом выпуске, ни в дополнительных.
Запланированный состав Свода:
Часть I. Образование управлений и команд.
Кн. I. Общее образование управления морским ведомством.
Кн II. Экипажи и команды морского ведомства.
Часть II. Заведения морского ведомства.
Кн. III. Учебные заведения.
Кн. IV. Врачебные заведения.
Кн. V. Технические заведения.
Кн. VI. Учреждения по гидрографической части.
Кн. VII. Тюремные заведения.
Часть III. Служба в морских ведомствах.
Книга VIII. Прохождение службы по морскому ведомству.
Книга IX. О наградах, пособиях и мерах призрения по морскому ведомству.
Книга X. Морской устав.
Книга XI. Портовый устав.
Часть IV. Хозяйство морск. ведомства.
Книга XII. Общие распоряжения по хозяйству.
Книга XIII. О довольствии чинов морского ведомства.
Книга XIV. Хозяйство экипажей и команд на берегу и хозяйство на судах флота.
Книга XV. Счетный устав морского министерства.
Часть V. Военно-морские уставы: о наказаниях, дисциплинарный и судебный.
Книга XVI. Военно-морской устав о наказаниях.
Книга XVII. Военно-морской дисциплинарный устав.
Книга XVIII. Военно-морской судебный устав.

## Кодификация
Кодификацией морских постановлений занималось кодификационное отделение канцелярии Морского министерства Российской империи.